# Premio Ariel per la miglior attrice

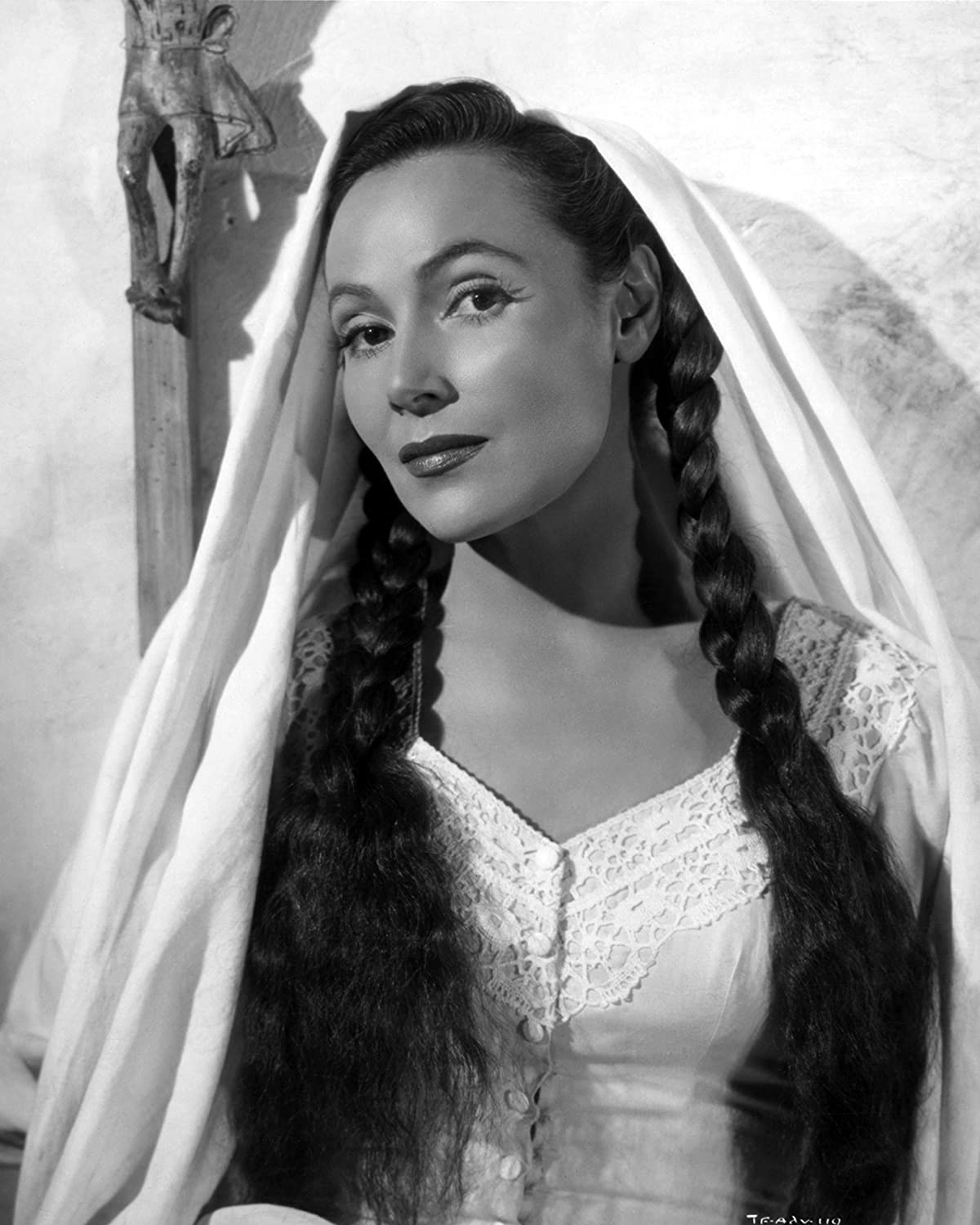
Dolores del Río è stata la prima attrice a conquistare il premio con Abbandonata

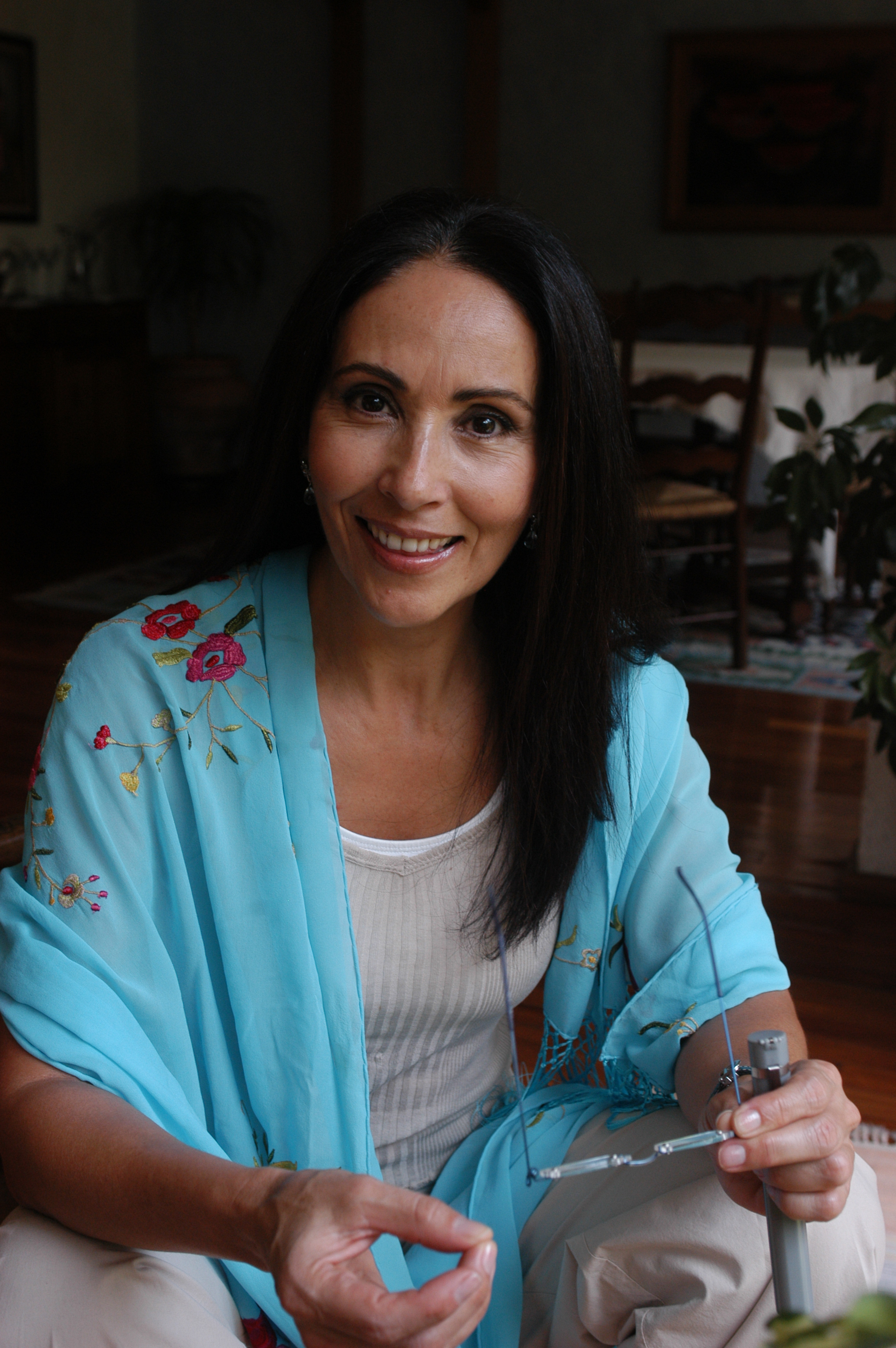
Blanca Guerra detiene il record di vittorie, con 4 premi

Il Premio Ariel per la migliore attrice (Premio Ariel a mejor actriz) è un riconoscimento annuale del Premio Ariel assegnato alla migliore attrice di film di produzione messicana scelto dall'Academia Mexicana de Artes y Ciencias Cinematográficas.

## Vincitori e candidati
I vincitori sono indicati in grassetto, a seguire gli altri candidati.

### Anni 1940-1949
- 1947: Dolores del Río - Abbandonata (Las abandonadas)
  - Anita Blanch - La barraca
  - María Félix - El monje blanco
  - Esther Fernández - L'albero stregato (Flor de durazno)
- 1948: María Félix - Enamorada
  - Dolores del Río - Vita rubata (La otra)
  - Rosita Díaz Gimeno - Pepita Jiménez
- 1949: Blanca Estela Pavón - Cuando lloran los valientes
  - María Teresa Esquella - El yugo
  - María Elena Marqués - La perla (La perla)

### Anni 1950-1959
- 1950: Marga López - Salón México
  - Rosario Granados - El dolor de los hijos
  - Carmen Montejo - Al caer la tarde
- 1951: María Félix - Femmina diabolica (Doña diabla)
  - Dolores del Río - La casa chica
  - Libertad Lamarque - Otra primavera
- 1952: Dolores del Río - Doña perfecta
  - Marga López - Negro es mi dolor
  - Irasema Dilián - Paraíso robado
- 1953: Estela Inda - Santa Cruz (El rebozo de Soledad)
  - Libertad Lamarque - La loca
  - Marga López - Un rincón cerca del cielo
- 1954: Dolores del Río - El niño y la niebla
  - Laura Hidalgo - Le tre moschettiere (Las tres perfectas casadas)
  - Marga López - Un divorcio
- 1955: Marga López - La entrega
  - María Félix - Camelia
  - Libertad Lamarque - Cuando me vaya
- 1956: Prudencia Grifell - Una mujer en la calle
  - Marga López - Después de la tormenta
  - Silvia Pinal - Un extraño en la escalera
- 1957: Silvia Pinal - Locura pasional
  - Lilia Prado - Talpa
  - Yolanda Varela - Los amantes
- 1958: Silvia Pinal - La dulce enemiga
  - Marilú Elizaga - La culta dama
  - Marga López - Feliz año, amor mío

### Anni 1970-1979
Il premio non è stato assegnato fino al 1972
- 1972: Rita Macedo - Tú, yo, nosotros
  - Julissa - Tú, yo, nosotros
  - Isela Vega - Las reglas del juego
- 1973: Lucha Villa - Mecánica nacional
  - Maritza Olivares - Los meses y los días
  - Helena Rojo - Los Cachorros
- 1974: Katy Jurado - Fe, esperanza y caridad
  - Ofelia Medina - El cambio
  - Lucha Villa - El principio
- 1975: Pilar Pellicer - La choca
  - Leticia Perdigón - La otra virginidad
  - Isela Vega - Voglio la testa di Garcia (Bring Me the Head of Alfredo Garcia)
- 1976: Rocío Brambila - De todos modos Juan te llamas
  - Patricia Aspillaga - De todos modos Juan te llamas
  - Diana Bracho - Actas de Marusia: storia di un massacro (Actas de Marusia)
- 1977: Martha Navarro - La pasión según Berenice
  - Leonor Llausás - Las poquianchis (De los pormenores y otros sucedidos del dominio público que acontecieron a las hermanas de triste memoria a quienes la maledicencia así las bautizó)
  - María Rojo - El apando
- 1978: María Rojo - Naufragio
  - María Elena Marqués - El jardín de los cerezos
  - Ana Ofelia Murguía - Naufragio
- 1979: Adriana Roel - Anacrusa
  - Alma Muriel - Amor libre
  - Patricia Reyes Spíndola - México norte

### Anni 1980-1989
- 1980: Norma Herrera - Fuego en el mar
  - Blanca Guerra - Perro callejero
  - Geraldine Chaplin - La viuda de Montiel
- 1981: Helena Rojo - Misterio
  - Marisa Mell - I guerrieri del terrore  (Traficantes de pánico)
  - Tina Romero - Las grandes aguas
- 1982: Ninón Sevilla - Noche de carnaval
  - Katy Jurado- La seducción
  - Alma Muriel - Retrato de una mujer casada
- 1983: Beatriz Sheridan - Confidencias
  - María Rojo - La pachanga e La víspera
- 1984: Isela Vega - La viuda negra
  - Delia Casanova - El día que murió Pedro Infante
  - Blanca Guerra - Motel
- 1985: Ofelia Medina - Frida, Naturaleza Viva
  - Alma Muriel - Luna de sangre
  - Lucy Reina - De veras me atrapaste
- 1986: Patricia Reyes Spíndola - Los motivos de Luz
  - Elsa María Gutiérrez - Veneno para las hadas
  - Ana Patricia Rojo - Veneno para las hadas
- 1987: Blanca Guerra - El imperio de la fortuna
  - Maribel Guardia - Terror y encajes negros
  - Gabriela Roel - Amor a la vuelta de la esquina
- 1988: Blanca Guerra - Días dificiles
  - María Rojo - Lo que importa es vivir
  - Elizabeth Aguilar - Mariana, Mariana
- 1989: Delia Casanova - Mentiras piadosas
  - Alma Delfina Martínez - El costo de la vida
  - Martha Navarro - El jinete de la Divina Providencia

### Anni 1990-1999
- 1990: Lourdes Elizarrarás - La ciudad al desnudo
  - Carmen Cardenal - Tres veces mojado
  - Patricia Rivera - Rosa de dos aromas
- 1991: María Rojo - Rojo amanecer
  - Gabriela Roel - Pueblo de Madera
- 1992: Regina Torné - Come l'acqua per il cioccolato (Como agua para chocolate)
  - Lumi Cavazos - Come l'acqua per il cioccolato (Como agua para chocolate)
  - Helena Rojo - Muerte ciega
- 1993: Beatriz Aguirre - Los años de Greta
  - Ana Ofelia Murguía - Mi querido Tom Mix
  - Evangelina Sosa - Ángel de fuego
- 1994: Lucía Muñoz - Principio y fin
  - Socorro Bonilla - La vida conyugal
  - Julieta Egurrola - Principio y fin
  - Claudette Maillé - Novia que te vea
  - Maya Mishalska - Novia que te vea
- 1995: Margarita Sanz - Nel cuore della città - Midaq Alley (El callejón de los milagros)
  - Blanca Guerra - En medio de la nada
  - Dolores Heredia - Dos crimenes
  - Salma Hayek - Nel cuore della città - Midaq Alley (El callejón de los milagros)
  - María Rojo - Los vuelcos del corazón
- 1996: Patricia Reyes Spíndola - La reina de la noche
  - Angélica Aragón - Sucesos distantes
  - Diana Bracho - Entre Pancho Villa y una mujer desnuda
  - Ana Ofelia Murguía - El anzuelo
  - Patricia Reyes Spíndola - Mujeres Insumisas
- 1997: Regina Orozco - Profundo carmesí
  - Arcelia Ramírez - Cilantro y Perejil
  - Ana Ofelia Murguía - De muerte natural
- 1998: Leticia Huijara - Por si no te vuelvo a ver
  - Sherlyn González - Elisa antes del fin del mundo
  - María Rojo - De noche vienes, Esmeralda
- 1999: Blanca Guerra - Un embrujo
  - Mariana Ávila- La primera noche
  - Ana Claudia Talancón - El cometa

### Anni 2000-2009
- 2000: Susana Zabaleta - Sexo, pudor y lágrimas
  - Dolores Heredia - Santitos
  - Arcelia Ramírez - En un claroscuro de la Luna
- 2001: Ximena Ayala - Perfume de violetas, nadie te oye
  - Ana Bertha Espin - Su Alteza Serenísima
  - Ana Ofelia Murguía - Escrito en el cuerpo de la noche
- 2002: Maya Zapata - De la calle
  - Karina Gidi - Demasiado amor
  - Lisa Owen - El segundo aire
- 2003: Carmen Beato - Aro Tolbukhin - Nella mente di un assassino (Aro Tolbukhin - En la mente del asesino)
  - Zaide Silvia Gutiérrez - Ciudades oscuras
  - Ana Claudia Talancón - Il crimine di padre Amaro (El crimen del padre Amaro)
- 2004: Rosa María Bianchi - Nicotina
  - Magdalena Flores - Japón
  - Carmen Madrid - Nicotina
- 2005: Danny Perea - Temporada de patos
  - Vanessa Bauche - Digna... hasta el último aliento
  - Ana Paula Corpus - Manos libres (Nadie te habla)
  - Leonor Varela - I figli della guerra (Voces inocentes)
- 2006: Mayahuel del Monte - Noticias lejanas
  - Kate del Castillo - American Visa
  - Ana Graham - Mezcal
- 2007: 
  - Elizabeth Cervantes - Más que a nada en el mundo
  - Maribel Verdú - Il labirinto del fauno (El laberinto del fauno)
  - Sofía Espinosa - La niña en la piedra
- 2008: Irene Azuela - Quemar las naves
  - Cecilia Suárez - Párpados azules
  - Miriam Toews - Luz Silenciosa (Luz Silenciosa - Stellet Licht)
- 2009: Irene Azuela - Bajo la sal
  - María Deschamps - Voy a explotar
  - Ariadna Gil - Sólo quiero caminar

### Anni 2010-2019
- 2010: Asur Zágada González - El traspatio
  - Paulina Gaitán - Cosas insignificantes
  - Teresa Ruíz - Viaje redondo
- 2011: Mónica del Carmen - Año bisiesto
  - Karina Gidi - Abel
  - Maricel Álvarez - Biutiful
  - Úrsula Pruneda - Las Buenas Hierbas
- 2012: Magda Vizcaíno - Martha
  - Irán Castillo - Victorio
  - Teresita Sánchez - Verano de Goliat
- 2013: Úrsula Pruneda - El sueño de Lú
  - Roxana Blanco - La demora
  - Tessa Ía - Después de Lucía
  - Paula Galinelli Hertzog - El premio
  - Greisy Mena - La vida precoz y breve de Sabina Rivas
- 2014: Adriana Roel - No quiero dormir sola
  - Ximena Áyala - Los insólitos peces gato
  - Dolores Heredia - Huérfanos
  - María Renée Prudencio - Club Sandwich
  - Arcelia Ramírez - Potosí
- 2015: Adriana Paz - La Tirisia
  - Irene Azuela - Las oscuras primaveras
  - Cassandra Ciangherotti - Las horas contigo
  - Karina Gidi - La guerra de Manuela Jankivic
  - Ilse Salas - Güeros
- 2016: Sofía Espinosa - Gloria
  - Geraldine Chaplin - Dólares de arena
  - Flor Edwarda Gurrola - El placer es mío
  - Verónica Langer - Hilda
  - Jana Raluy - Un mostro dalle mille teste (Un monstruo de mil cabezas)
- 2017: Verónica Langer - La caridad
  - Adriana Barraza - Todo lo demas
  - Ludwika Paleta - Rumbos paralelos
  - Maya Rudolph - Sr. Pig
  - Claudia Sainte-Luce - La caja vacía
- 2018: Karina Gidi - Los adioses
  - Ángeles Cruz - Tamara y la Catarina
  - Cassandra Ciangherotti - Time Share (Tiempo compartido)
  - Angelina Peláez - Tamara y la Catarina
  - Arcelia Ramírez - Veronica (Verónica)
- 2019: Ilse Salas - Las niñas bien
  - Sophie Alexander-Katz - Los días más oscuros de nosotras
  - Yalitza Aparicio - Roma
  - Gabriela Cartol - La camarista
  - Concepción Márquez - Cría puercos

### Anni 2020-2029
- 2020: Edwarda Gurrola - Luciérnagas
  - Cassandra Ciangherotti - Solteras
  - Verónica Langer - Clases de historia
  - Mariana Treviño - Polvo
  - iovanna Zacarías - Sonora
- 2021: Mercedes Hernández - Sin señas particulares
  - Mabel Cadena - Il ballo dei 41 (El baile de los 41)
  - Mónica del Carmen - Nuevo orden
  - Naian González Norvind - Leona
  - Martha Reyes Arías - Los lobos
- 2022: Mónica del Carmen - Una película de policías
  - Ana Cristina Ordóñez - Noche de fuego
  - Sylvia Pasquel - El diablo entre las piernas
  - Ilse Salas - Plaza Catedral
  - Nora Velázquez - Cosas imposibles
- 2023: Arcelia Ramírez - La civil
  - Marta Aura - Coraje
  - Julieta Egurrola - Ruido - Una voce che non si spegne (Ruido)
  - Natalia Solián - Huesera
  - Karla Souza - La caída
- 2024: Adriana Llabrés - Todo el silencio
  - Adriana Barraza - La scuola sui binari (El Último Vagón)
  - Cassandra Ciangherotti - Familia
  - Mónica Huarte - Señora Influencer
  - Ilse Salas - Familia